# Emanuele Calchetti
Emanuele Calchetti (Sansepolcro, 2 febbraio 1981) è un copilota di rally italiano, nel 2012 Campione del Mondo FIA Energie Alternative.

## Biografia
Ha partecipato per la prima volta al Campionato del Mondo FIA Energie Alternative nel 2010. In quell'anno con il pilota Guido Guerrini ha vinto la classifica di regolarità nelle gare su circuito a Monza (su Citroën C1) e Franciacorta (su Citroën C5).
Nel 2011, su Alfa Romeo Mito, ha ottenuto il secondo posto nell'Ecorally San Marino - Vaticano e il terzo posto nell'Hi-Tech Ecomobility Rally di Atene.
Nel 2012, sempre su Alfa Romeo Mito, si è laureato Campione del Mondo nella categoria co-piloti grazie alla vittoria nel Rally di Grecia e ai secondi posti ottenuti nel Rallye Vert Montréal e nel Tesla Rally di Belgrado.
Nel 2013 ha chiuso al secondo posto l'Ecomobility Rally di Atene.
Nel 2019 è tornato alle competizioni ingaggiato da Audi Team Autotest Motorsport per la partecipazione alla FIA E-Rally Regularity Cup riservata a veicoli ad alimentazione elettrica. Gareggiando su Audi e-tron in coppia con il pilota Guido Guerrini ha vinto il titolo mondiale costruttori con Audi e ha chiuso al terzo posto la classifica generale riservata ai copiloti. Durante la stagione ha ottenuto la vittoria nell'E-Rallye du Chablais in Svizzera, il secondo posto nel Czech New Energies Rallye di Český Krumlov, nel Rally Poland New Energies a Cracovia e nell'Eco Rallye de la Comunitat Valenciana a Castellón de la Plana e il terzo nell'Eco Energy Rally Bohemia, nell'eRally Iceland e nel Mahle Eco Rally di Nova Gorica.
Nel 2020, sempre con il pilota Guido Guerrini, ha partecipato su Volkswagen Golf a biometano agli ultimi due rally del Campionato Italiano Energie Alternative (gara 1 e gara 2 del Valtellina EcoGreen di Sondrio), vincendo in entrambe le occasioni.
Nel 2024 Calchetti e Guerrini hanno vinto su Nio ET5 l'EcoRally Cup China, conquistando tre delle cinque prove e la classifica finale del Greater Huangshan International Ecorally disputato nella provincia dell'Anhui.
Giornalista e insegnante, Calchetti è stato per due legislature consigliere comunale a Sansepolcro. Nel 2011 ha scritto con Guido Guerrini il libro di viaggio Via Stalingrado. Nel 2013 ha collaborato alla redazione del volume 70 ore nel futuro, pubblicato in occasione del 50º anniversario del volo spaziale di Valentina Tereškova. Ha a lungo vissuto in Russia, tra Volgograd e Mosca.

## Pubblicazioni
- Via Stalingrado, con Guido Guerrini, Petruzzi Editore, Città di Castello, 2011, ISBN 978-88-89797-31-0.
- Socialismo lunare, in 70 ore nel futuro, Fuorionda, 2013, ISBN 978-88-97426-42-4.
- Siberia, in Guido Guerrini, Eurasia. Dall'Atlantico al Pacifico con il gas naturale, Sansepolcro, 2018, ISBN 978-88-94407-60-0.